# Louka (Blansko)
Louka é uma comuna checa localizada na região de Morávia do Sul, distrito de Blansko.